# Confederación Centroamericana y del Caribe de Fútbol
Confederación Centroamericana y del Caribe de Fútbol (CCCF) var Centralamerikas och Karibiens fotbollskonfederationen under perioden 1946–1961. Förbundet slogs samman med North American Football Confederation (NAFC) 1961, och bildade CONCACAF (Confederation of North, Central American and Caribbean Association Football).

## Medlemmar
Följande fotbollsförbund var medlemmar i CCCF:
Caribbean Football Union (CFU)
- Amerikanska Jungfruöarna
- Anguilla
- Antigua och Barbuda
- Aruba
- Bahamas
- Barbados
- Bermuda
- Brittiska Jungfruöarna
- Caymanöarna
- Curaçao
(senare  Nederländska Antillerna)
- Dominica
- Dominikanska republiken
- Franska Guyana
- Guadeloupe
- Guyana
- Haiti
- Jamaica
- Kuba
- Martinique
- Montserrat
- Puerto Rico
- Saint Kitts och Nevis
- Saint Lucia
- Saint-Martin
- Saint Vincent och Grenadinerna
- Surinam
- Trinidad och Tobago
- Turks- och Caicosöarna

Unión Centroamericana de Fútbol (UNCAF)
- Belize
- Costa Rica
- El Salvador
- Guatemala
- Honduras
- Nicaragua
- Panama